# Canaveral (cratera)
Canaveral é uma cratera marciana. Tem como característica 3.3 quilômetros de diâmetro. Deve o seu nome ao Cabo Canaveral, uma faixa de terra na Florida (Estados Unidos), onde se situa o Centro Espacial John F. Kennedy, pertencente à NASA.